# John Napier
Pour les articles homonymes, voir John Napier (homonymie) et Napier.
John Napier (/ˈneɪpiər/), parfois francisé en Jean Neper, né le 1er février 1550 et mort le 4 avril 1617, est un théologien, physicien, astronome et mathématicien écossais. En 1614, il publie son traité Mirifici Logarithmorum Canonis Descriptio. Il ne songe pas qu’il est en train de créer de nouvelles fonctions, mais seulement des tables de correspondance (logos = rapport, relation, arithmeticos = nombre) entre deux séries de valeurs possédant la propriété suivante : à un produit dans une colonne correspond une somme dans une autre. Kepler utilisera quelques années plus tard ces tables créées initialement pour simplifier les calculs trigonométriques dans les calculs astronomiques. La notation Log comme abréviation de logarithme apparaît en 1616 dans une traduction anglaise de l'œuvre de Neper.

## Son parcours

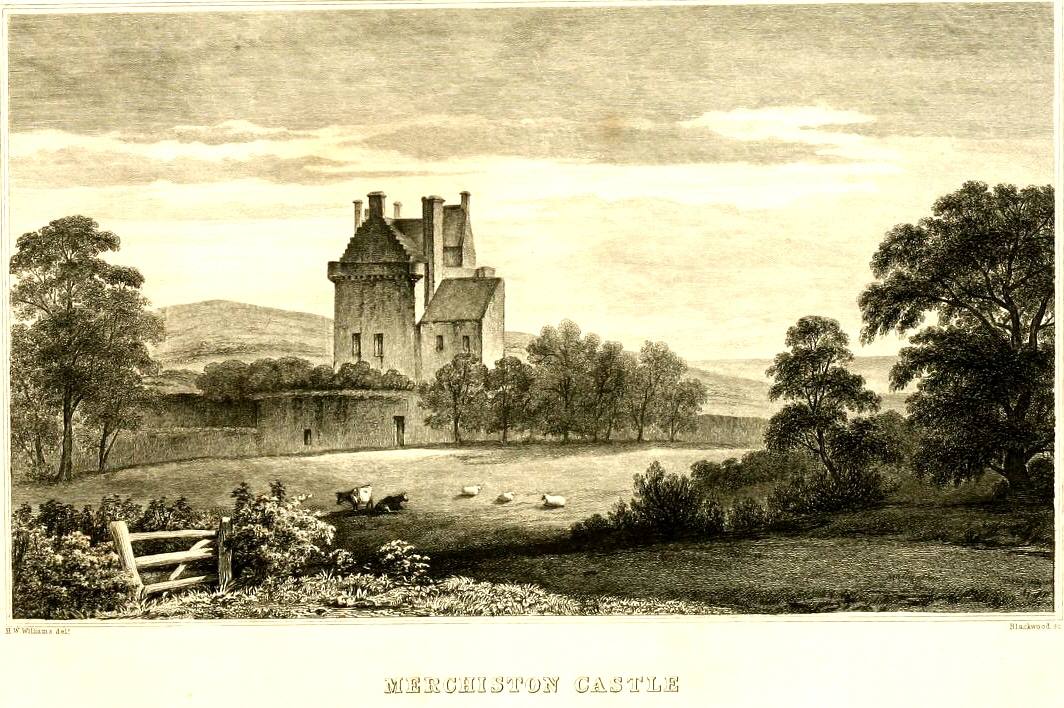
Merchiston Castle, d'après une gravure sur bois de 1834

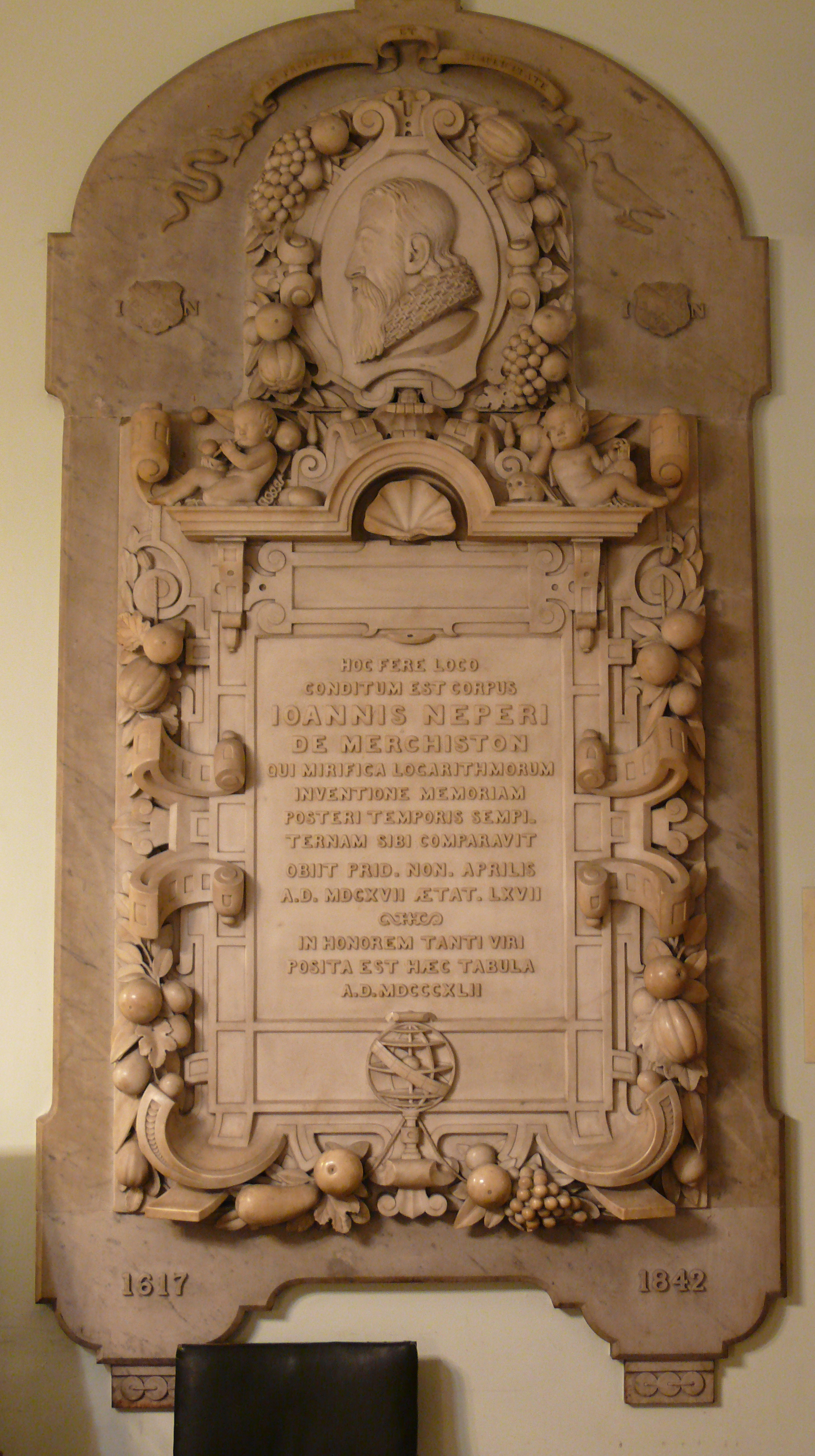
Dalle commémorative à John Napier dans l'église St Cuthbert d'Édimbourg

Issu d’une riche famille, il est le fils aîné de Janet Bothwell et d'Archibald Napier, baron de Merchiston. Il est instruit dans la maison familiale par des précepteurs et, en 1563, il entre au Salvator's College de l'université de St Andrews, alors la plus prestigieuse d'Écosse. 
Au cours de ses années universitaires, Napier est profondément marqué par l'atmosphère politico-religieuse de l'époque et influencé par les sermons du réformateur anglais Christopher Goodman, qui éveillent son intérêt pour l'Apocalypse. Sa mère meurt le 20 décembre 1563. En 1566, il voyage sur le continent. On sait qu'il a reçu une remarquable formation académique en Europe, sans plus de précision géographique. Bien qu'il n'existe aucune preuve, il est très probable qu'il ait effectué des séjours à Bâle, Genève, Iena ou Marbourg. Il est possible qu'il se soit rendu à Bordeaux, au collège de Guyenne ; en effet, John Rutherford (1515-1577), directeur du Salvator's College, avait étudié à Bordeaux, tout comme l'érudit français Joseph Scaliger. Bordeaux était de surcroît une des portes d'entrée pour les jeunes Écossais se rendant en France pour étudier. Il ne fait aucun doute que cette formation a abordé toutes les branches du savoir. De retour chez lui en 1571, John Napier trouve un pays en pleine guerre civile, de plus la peste s'est propagée dans Édimbourg.
En 1572, il épouse Élisabeth Stirling, avec laquelle il vit au château de Gartness, dans le comté de Stirling, sur les rives de l'Endrick, aux côtés de leurs deux enfants, Archibald et Jane. Son épouse décède en 1579 et, plusieurs années après, il épouse en secondes noces Agnès Chisholm, cousine germaine de sa première femme, qui lui donnera dix enfants. Malgré la centaine de kilomètres qui séparent sa maison du château de Merchiston, il fait néanmoins de fréquents voyages afin de rendre visite à son père. Les paysans locaux le présentent comme un personnage fantasque, mais il est vraisemblable que dans une région rurale, la personnalité du mathématicien ait pu troubler les habitants de Gartness, peu instruits et habitués à la monotonie de la vie à la campagne. D'après la biographie écrite de Mark Napier, la tradition colporte encore 200 ans plus tard des histoires au sujet du sorcier Napier. On rapporte qu'il marche la nuit en robe de chambre et bonnet, son coq noir juché sur l'épaule, car le bruit permanent du moulin l'empêche de dormir, et qu'il en profite alors pour faire de la sorcellerie à l'abri des regards.
À la mort de son père, en 1608, il devient baron de Merchiston et hérite de toutes les propriétés familiales. Il revient habiter au château de Merchiston, où vivent encore ses demi-frères qui refusent de quitter la demeure qu'ils considèrent comme leur foyer légitime. Ses relations avec ses demi-frères prennent alors l'allure de véritables batailles rangées. Napier passe les neuf dernières années de sa vie au château de Merchiston, jusqu'à sa mort le 4 avril 1617. Il y poursuit une intense activité, qui atteint son point d'orgue avec la publication de ses travaux mathématiques. Mirifici logarithmorum canonis descriptio est édité en 1614, puis Rabdologiae en 1617, peu avant sa mort. En 1615 et 1616, il reçoit la visite de Henry Briggs, mathématicien et professeur au Gresham College de Londres, qui poursuit ses recherches. En 1619, deux ans après sa mort, son fils Robert, qui l'avait aidé dans ses travaux au cours des dernières années, publie à titre posthume Mirifici logarithmorum canonis constructio. Aujourd’hui, la dépouille de John Napier repose à l’église de Saint Cuthbert, à Édimbourg.

## L'ingénieur
Les documents de l'époque font mention des activités d'ingénieur de John Napier. Il existe notamment un courrier de sa main, daté du 7 juin 1596 et adressé à Anthony Bacon, frère du philosophe et scientifique Francis Bacon et secrétaire du comte d'Essex. La lettre, dans laquelle Napier mentionne ses « inventions secrètes », est accompagnée d'un contrat manuscrit de 1594 le liant à un certain Robert Logane de Restalrig. Ces documents dévoilent ses talents d'ingénieur, notamment des connaissances en physique et en chimie. Pendant la guerre anglo-espagnole, la reine Élisabeth Ire d'Angleterre symbolise la défense de la Réforme protestante. Napier s'engage à ses côtés contre le monarque catholique espagnol, prenant pour modèle Archimède, qui a usé de tout son génie pour défendre Syracuse contre les assauts romains pendant trois ans.
S'inspirant du mathématicien grec, Napier imagine plusieurs machines de guerre afin de défendre l'île contre la menace des papistes. Dans la liste de ses « inventions secrètes », figurent notamment un miroir incendiaire, un char de combat, un sous-marin et une pièce d'artillerie à longue portée. Il perfectionne par ailleurs la vis d'Archimède pour construire des pompes à eau. Après la mort d'Élisabeth Ire en 1603, le catholique Jacques VI d'Écosse monte sur le trône d'Angleterre et signe en 1604 un traité de paix avec l'Espagne, favorable à cette dernière. Selon ses descendants, John Napier craint que ses inventions militaires tombent entre les mains des papistes espagnols. Pour en éviter les conséquences dramatiques, il décide de brûler toutes ses inventions et la documentation relative à leur construction, peu avant la mort de son père, en 1608.

## Le théologien
Fervent protestant, Napier contribue à la défense de la Réforme face à l'Espagne catholique de Philippe II en approfondissant des concepts théologiques à même de consolider les théories protestantes. Son ouvrage A Plaine Discovery of the Whole Revelation of St John, publié en 1593, révèle John Napier théologien. Fortement influencé lors de son passage à St Andrews par les semons du réformateur Christopher Goodman sur l'Apocalypse, Napier se propose de dévoiler les secrets cachés dans le Livre de la Révélation. Le choc causé par l'attaque de l'Invincible Armada espagnole en 1588, le conduit à définir cette année comme point de départ de l'âge apocalyptique, décrit dans le Livre de la Révélation. À partir de cette date, il mathématise les écrits de l'Apocalypse et détermine le jour précis de la fin du monde. Il conclut par ailleurs en affirmant avec force que le pape est l'Antéchrist.
L'ouvrage, qui présente toutes les conjectures de Napier, a un profond impact parmi les réformateurs de toute l'Europe. Rapidement après son édition en latin, l'ouvrage est traduit en plusieurs langues, à commencer par l'anglais l'année même de sa publication. En 1645, cinq éditions en anglais avaient déjà été éditées, en 1607, trois éditions circulaient en néerlandais et neuf en français. Trois autres furent réalisées en allemand entre 1611 et 1627.

## Le mathématicien

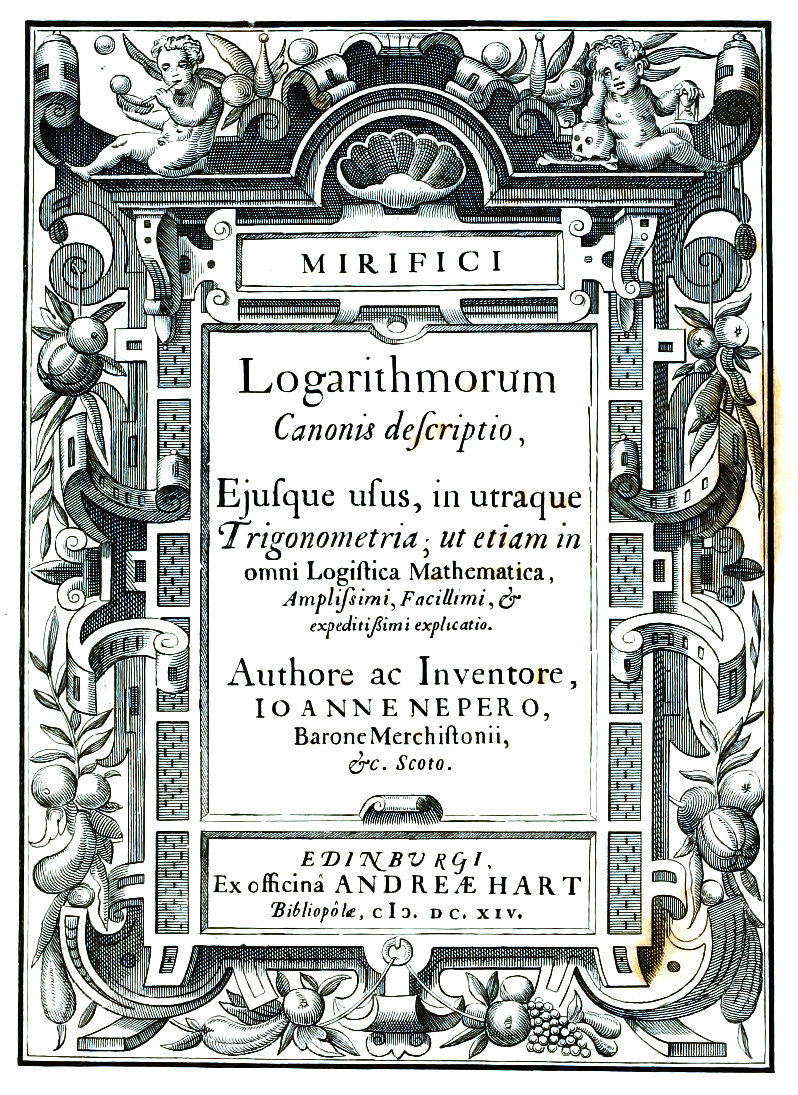
Couverture du Mirifici logarithmorum canonis descriptio (1614)

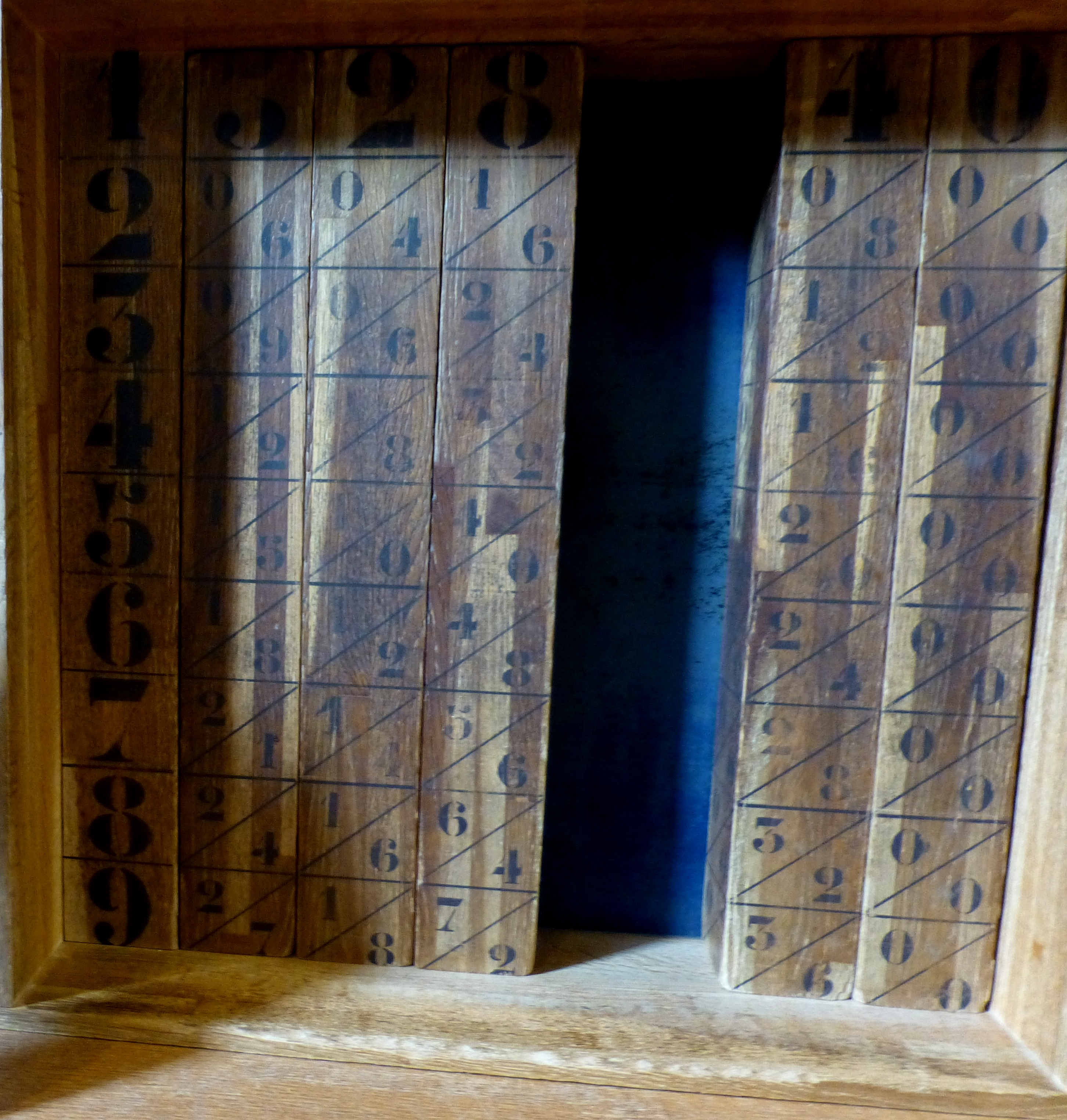
Bâtons de Neper, Musée des arts et métiers.

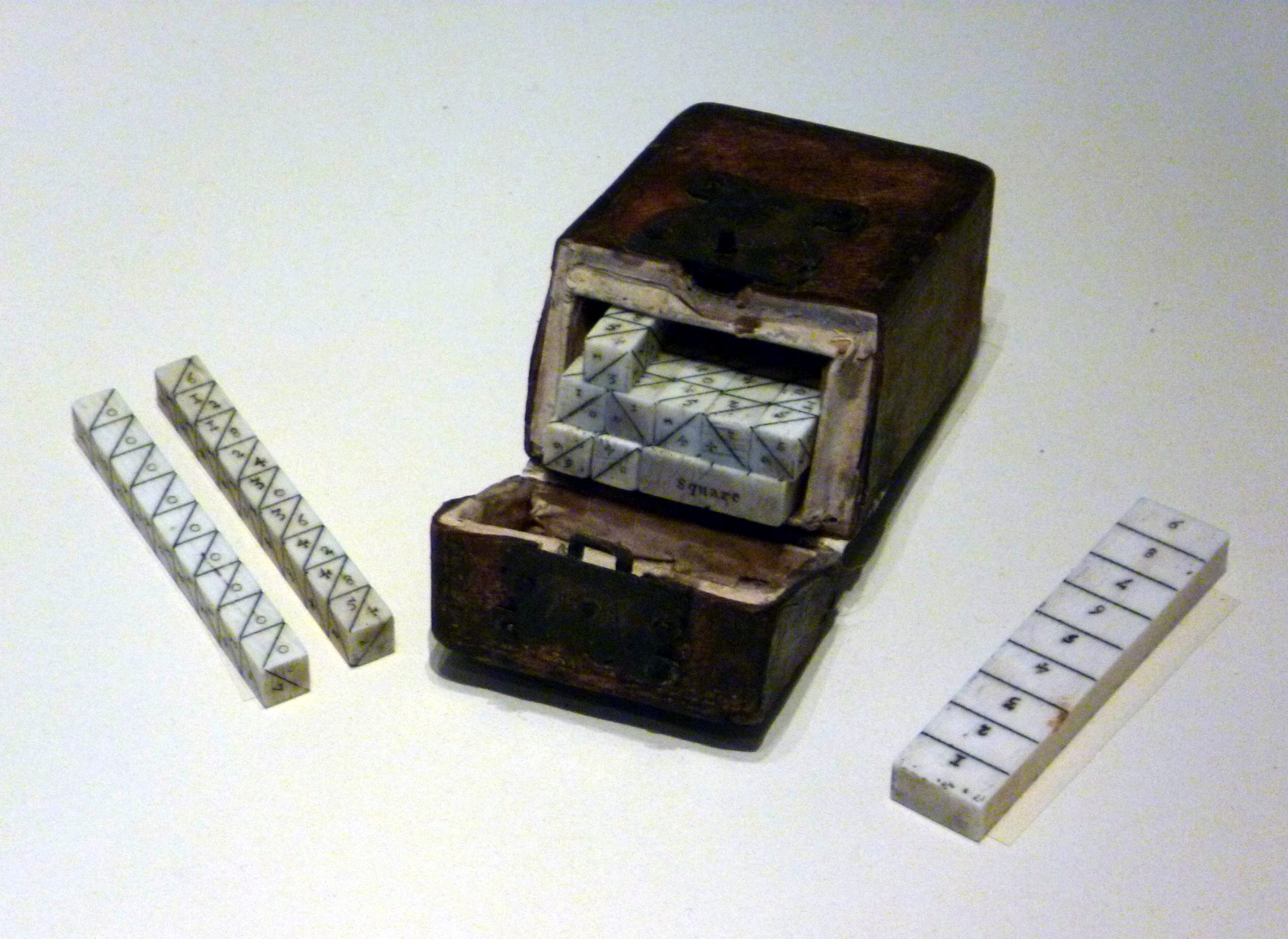
Jeu de bâtons de Napier en ivoire (vers 1650)

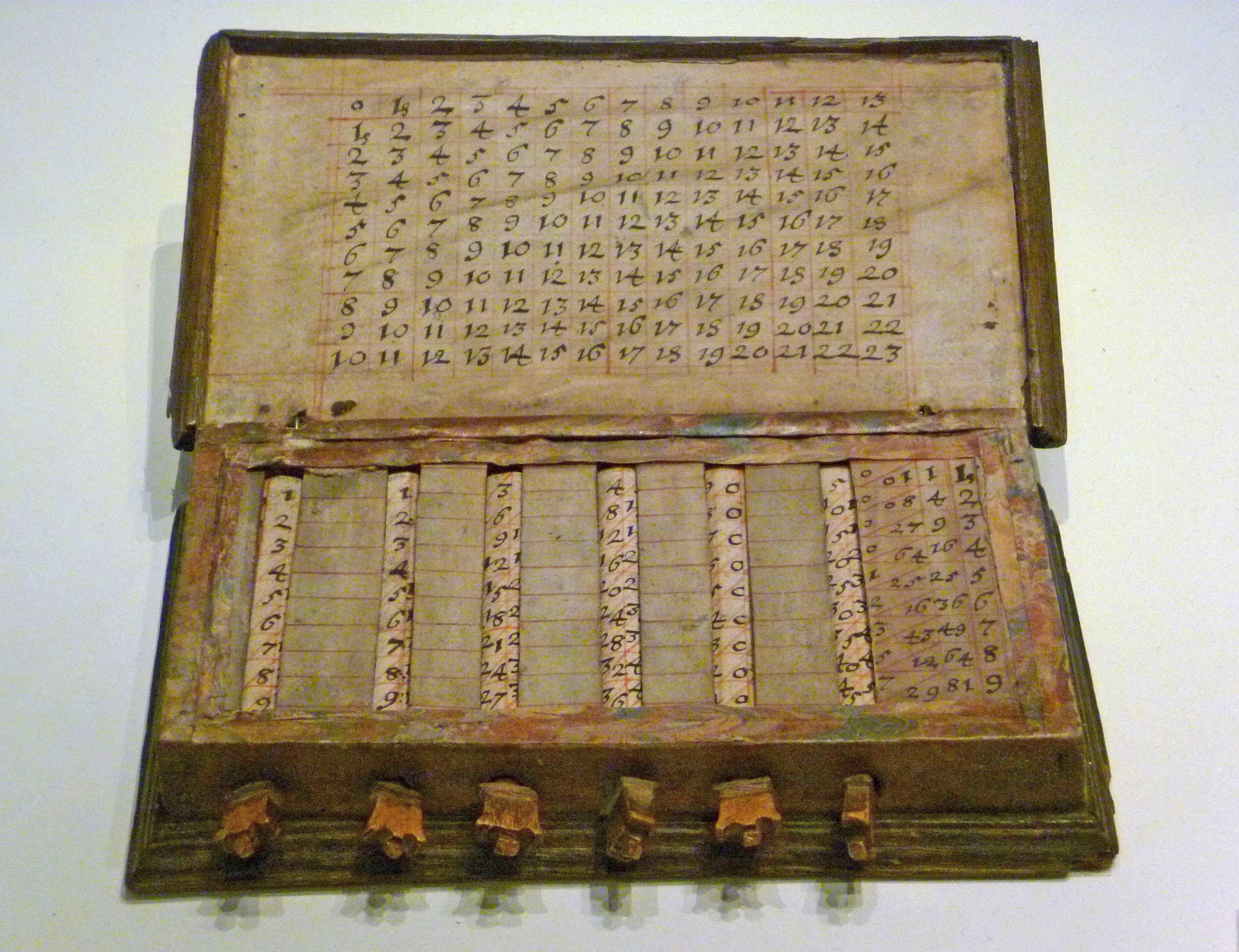
Boîte contenant les tables de calcul mathématique de Napier (vers 1680)

À l'époque de Napier, les calculateurs professionnels ont une excellente maîtrise de l'arithmétique. Leur travail est indispensable dans les milieux commerciaux et bancaires. Il a certainement tout le loisir d'observer leurs méthodes de travail lorsqu'ils travaillent pour son père, sir Archibald Napier, directeur de la Monnaie écossaise. Il s'aperçoit que les calculateurs sont totalement dépendants des abaques pour réaliser toutes les opérations. Si l'utilisation de ces tables a un avantage certain et garantit une meilleure précision pour les calculs de base, elle représente un handicap pour en effectuer d'autres plus complexes.

### Rabdologiae
En 1617, l'année de sa mort, Napier publie sa Rhabdologie, dans laquelle il présente un procédé mécanique pour simplifier les opérations de multiplication, division, etc. et qui portera le nom de bâtons de Napier.

#### Les réglettes de Napier
Napier connaît les avantages et les inconvénients de l'abaque, tout comme ceux des opérations algorithmiques en notation positionnelle. Il constate d'emblée qu'il est impossible de convaincre les calculateurs professionnels de renoncer à l'abaque. Avec une grande ingéniosité, il se propose de fabriquer un abaque algorithmique, dont le fonctionnement intrinsèque est basé sur les algorithmes de la notation positionnelle, et non plus sur les empilements mécaniques du calcul de l'abaque. Dans le livre Rabdologiae, il choisit de résoudre le problème en créant des réglettes.

#### Tables de figures géométriques
Étant donné le milieu que fréquente John Napier, entouré de calculateurs et d'ingénieurs spécialistes des métaux, pour la fabrication des monnaies, il rencontre un problème très précis : fabriquer deux pièces de forme différente, mais de poids identique.

#### LePromptuaire
Dans une annexe à la seconde partie de Rabdologiae, Napier propose un nouvel instrument de calcul baptisé promptuaire. Le maniement du promptuaire est si impressionnant qu'il est étonnant que cette invention népérienne n'ait pas été popularisée et soit demeurée pratiquement inconnue. Il n'en reste d'ailleurs, dans le monde, qu'un exemplaire connu, conservé au musée archéologique national de Madrid, ce qui est tout aussi étrange, étant donné l'origine de l'objet.

#### Le plateau multiplicateur binaire
On doit reconsidérer le talent visionnaire de John Napier, qui s'aperçoit que la meilleure solution au problème des calculs consiste à utiliser la base binaire, exactement comme le font les ordinateurs modernes. Dans ce cas, chaque case du plateau d'un abaque multiplicateur binaire contient au maximum une seule boule. Avec cet abaque, Napier propose une vision technique des mathématiques, proche d'une conception informatique moderne. Cet abaque ne rencontre pas le succès escompté, le mathématicien écossais est néanmoins le seul à avoir réussi à construire un abaque multiplicateur. Bien que conscient de sa faible utilité, il préfère publier ses idées avant que d'autres le fassent
.

### La création de tables
En 1590, après sa visite à l'observatoire astronomique d'Uraniborg construit par Tycho Brahe, John Craig, médecin du roi Jacques VI d'Écosse et ami de John Napier, lui rend visite dans son château de Gartness. Le récit de la visite l'enthousiasme et l'incite à se lancer dans une tâche ardue : composer de nouvelles tables trigonométriques intégrant des procédés prostaphérétiques, c'est-à-dire permettant de remplacer automatiquement les multiplications et les divisions par des additions et des soustractions. À partir des tables trigonométriques du mathématicien danois Thomas Fincke, publiées en 1583, qui coïncident avec celles créées par le mathématicien flamand Philippe van Lansberge — toutes deux avec une précision de sept chiffres —, il applique directement son invention aux valeurs des sinus des 5 400 angles compris entre 0 et 90°, divisés en minute d'arc, même si cela n'a rien à voir avec la trigonométrie. Son objectif est de simplifier les calculs trigonométriques nécessaires en astronomie. Il s’attache à définir le logarithme d’un sinus en s’appuyant sur des considérations mécaniques de points mobiles et sur le lien entre les progressions arithmétique et géométrique.
Les mathématiques ne sont pas son activité principale mais il ne manque pas d’idées pour simplifier les calculs. Il établit quelques formules de trigonométrie sphérique, popularise l’usage du point pour la notation anglo-saxonne des nombres décimaux mais surtout invente les logarithmes.
Sa description du nouvel outil, parue en 1614 dans Mirifici logarithmorum canonis descriptio (63 pages) est lue par Henry Briggs qui le rencontre plusieurs fois en 1615 et 1616 — alors qu'il est diminué par la maladie — pour poursuivre son œuvre, prenant pour sa part l’option du logarithme décimal. Mais Napier sait qu'il a pu commettre des erreurs, qui pourraient s'avérer fatales pour un navigateur en haute mer, par exemple. Il veut donc expliquer le mode d'élaboration des tables afin de faciliter d'éventuelles corrections ou développements. C'est ce qui le pousse à rédiger les 91 pages du Mirifici logarithmorum canonis constructio, écrites en 1614 et publiées en 1619. Elles décrivent, pour la première fois, comment construire une Table de Logarithmes ou Canon. John Napier y propose également d'employer ce que nous appelons le logarithme décimal,.

## Hommages
En génie électrique, une unité de mesure, le néper, a ainsi été nommée en son honneur. À Édimbourg, l’université Napier porte aussi son nom. Aussi, un logarithme porte son nom, le logarithme népérien. Enfin, un cratère lunaire, le cratère Neper, lui rend également hommage.

## À propos de son nom
En Grande-Bretagne, le nom de Napier semble être utilisé depuis 1645 de façon à peu près stable. Cependant les graphies de Napeir, Nepair, Nepeir, Neper, Nepper, Naper, Napare, Naipper ont toutes été utilisées, certaines par Neper lui-même. En 1593, le seul livre publié en anglais par Napier contient une lettre qui dédie le livre à Jacques VI ; elle est signée Napeir. Ce nom est maintenu dans ses éditions successives jusqu'en 1645. Les traductions françaises de cet ouvrage font suivre le nom de Napeir de la mention « c.à.d Nompareil ».
Dans les œuvres publiées en latin, le seul nom utilisé est invariablement Neperus.
Ces différentes graphies donnent une idée très précise de la prononciation de son nom. En français, Neper semble donc bien avoir été adopté pour restituer le plus fidèlement possible la prononciation écossaise de son nom. Alors que le nom de Napier, prononcé à la française, aurait perdu toute signification aux oreilles d'un Écossais.
Internationalement, l'unité de mesure qui porte son nom, ainsi que le cratère lunaire, ont adopté la graphie Neper.